# Wiemaheerd

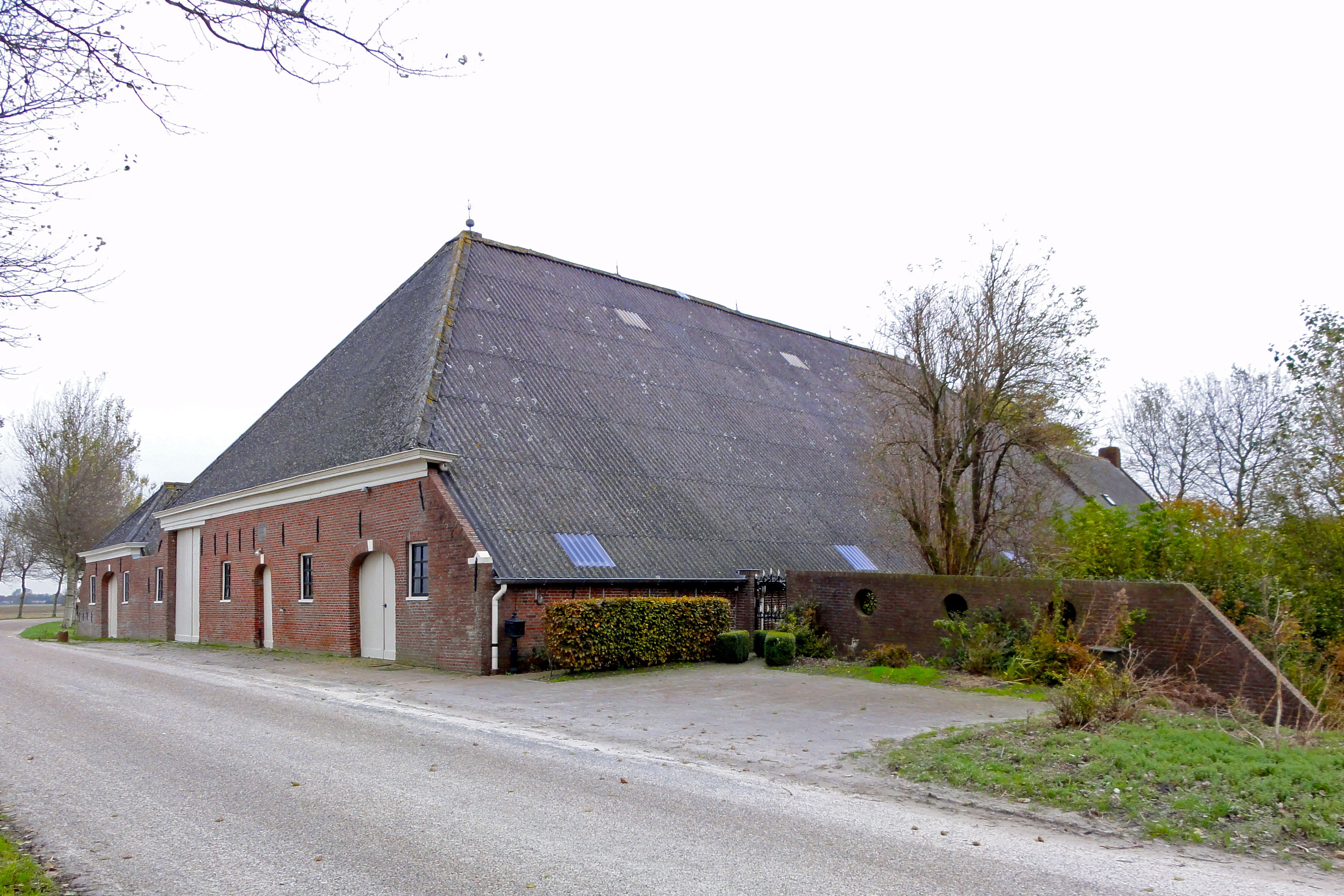
De Wiemaheerd in Niekerk aano 2002

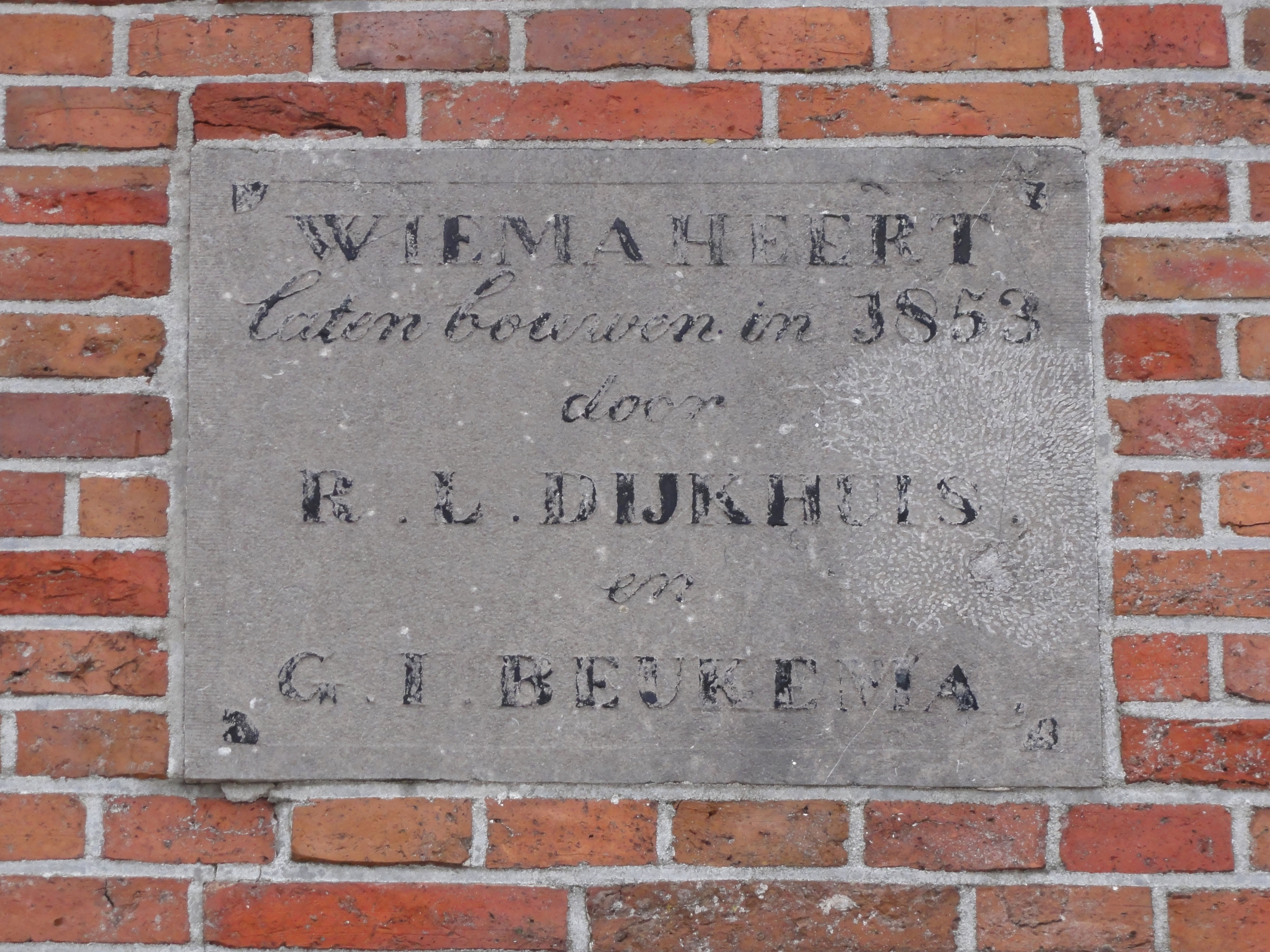
Eerste steen ter gelegenheid van de bouw van de Wiemaheerd in 1853

De Wiemaheerd is een monumentale kop-hals-rompboerderij aan de Zoutkamperweg 1 te Niekerk in de Nederlandse provincie Groningen. Het gebouw is in 1976 aan de landbouw onttrokken en is erkend als rijksmonument.

## Geschiedenis
Wiemaheerd was een van de edele heerden van Niekerk. Eigenaar Eyse Wijma verkocht in 1500 de rechten van de toenmalige boerderij Wijmaheerd aan Abeko Tamminga van de Tammingaheerd van Hornhuizen.
De huidige boerderij Wiemaheerd in Niekerk werd in 1853 gebouwd in opdracht van de landbouwer Renne Lammerts Dijkhuis (1792-1859) en zijn echtgenote Geertruid Jans Beukema (1806-1871). Dijkhuis was boer en bezat de boerderij Menneweer in Vierhuizen. De boerderij Wiemaheerd met 26 hectare land was in het bezit van zijn echtgenote, wier familie al sinds 1759 eigenaar van deze landerijen was. Dijkhuis overleed zes jaar na de bouw van de nieuwe boerderij, zijn vrouw overleed in 1871. Bij de boedelscheiding na haar overlijden was het de bedoeling dat een van de kinderen de Wiemaheerd zou verkrijgen. Doordat zijn bod, 36.000 gulden, te laag was moest de boerderij verkocht worden en kwam deze in 1872 het bezit van Willem Diekhuis. Na zijn dood in 1935 werd de boerderij verkocht aan Harko Jan Boer van de Ikemaheerd (Zoutkamperweg 2). Een nazaat van hem verkocht de boerderij in 1976, waarmee deze aan de landbouw werd onttrokken. De landerijen worden sinds 1951 gebruikt door de eigenaren van de Ikemaheerd.